# Der Freiheit verpflichtet. Gedenkbuch der deutschen Sozialdemokratie im 20. Jahrhundert
Der Freiheit verpflichtet. Gedenkbuch der deutschen Sozialdemokratie im 20. Jahrhundert ist eine Sammlung von Biographien von Sozialdemokraten, die von der nationalsozialistischen oder der kommunistischen Diktatur verfolgt wurden oder diesen Diktaturen Widerstand geleistet haben. Das Werk erschien im Jahre 2000 in Marburg.
Die Herausgabe des Gedenkbuchs wurde auf dem Mannheimer Parteitag der SPD auf Initiative ihres früheren Vorsitzenden Hans-Jochen Vogel beschlossen. Herausgeber ist der Vorstand der SPD. Die Redaktion hatte die Historikerin Christl Wickert. Das Vorwort verfasste der damalige Bundeskanzler und SPD-Vorsitzende Gerhard Schröder, die Einleitung der Historiker Bernd Faulenbach, Vorsitzender der Historischen Kommission beim SPD-Parteivorstand.
Die Auswahl der dargestellten Personen sollte sich nicht auf Prominente beschränken, sondern auch weniger bekannte Verfolgte der mittleren und unteren Ebene umfassen. Bernd Faulenbach erklärte am Ende der Einleitung: „Das Gedenkbuch ist nicht abgeschlossen. Es soll um weitere Biografien ergänzt werden.“
Die Auswahl der Verfolgten beginnt mit dem Schulpolitiker Kurt Adams (1889–1944) und endet mit dem Buchbinder Max Zimmermann (1888–1945). Auch Überlebende der Zeit des Nationalsozialismus wurden mit Biographien beschrieben, beispielsweise Otto Brenner (1907–1972), Hermann Brill (1895–1959) oder Gustav Dahrendorf (1901–1954). Den Abschluss bildet ein Aufsatz von Christl Wickert zu Widerstand und Verfolgung deutscher Sozialdemokraten.

## Ausgaben
- Der Freiheit verpflichtet. Gedenkbuch der deutschen Sozialdemokratie im 20. Jahrhundert. Schüren, Marburg 2000, ISBN 3-89472-173-1
- Der Freiheit verpflichtet. Gedenkbuch der deutschen Sozialdemokratie im 20. Jahrhundert. 2. Auflage, Vorwärts-Buch, Berlin [2013], ISBN 978-3-86602-250-8